# Five Nations 1962
Die Ausgabe 1962 des jährlich ausgetragenen Rugby-Union-Turniers Five Nations (seit 2000 Six Nations) fand zwischen dem 13. Januar und dem 14. April statt. Turniersieger wurde Frankreich. Wegen einer Pocken-Epidemie in Südwales konnte das Spiel zwischen Wales und Irland erst im November ausgetragen werden.

## Teilnehmer
| Land       | Stadion                        | Stadt     | Kapitän                        |
| ---------- | ------------------------------ | --------- | ------------------------------ |
| England    | Twickenham Stadium             | London    | Dickie Jeeps                   |
| Frankreich | Stade Olympique Yves-du-Manoir | Colombes  | Pierre Lacroix                 |
| Irland     | Lansdowne Road                 | Dublin    | Bill Mulcahy                   |
| Schottland | Murrayfield Stadium            | Edinburgh | Arthur Smith                   |
| Wales      | Cardiff Arms Park              | Cardiff   | Lloyd Williams / Bryn Meredith |

## Tabelle
|    | Land       | Spiele | Siege | Unent. | Ndlg. | Spiel- punkte | Diff. | Tabellen- punkte |
| -- | ---------- | ------ | ----- | ------ | ----- | ------------- | ----- | ---------------- |
| 1. | Frankreich | 4      | 3     | 0      | 1     | 35:6          | + 29  | 6                |
| 2. | Schottland | 4      | 2     | 1      | 1     | 34:23         | + 11  | 5                |
| 3. | England    | 4      | 2     | 0      | 2     | 22:22         | ± 0   | 4                |
| 3. | Wales      | 4      | 1     | 2      | 1     | 19:16         | + 3   | 4                |
| 5. | Irland     | 4      | 0     | 1      | 3     | 9:50          | − 41  | 1                |

## Ergebnisse
| 13. Januar 1962 | Schottland         | 3 : 11        | Frankreich                                                            | Murrayfield Stadium, Edinburgh Zuschauer: 60.000 Schiedsrichter: Ray Williams (Irland) |
| 13. Januar 1962 | Straftritte: Smith | (3:3) Bericht | Versuche: Rancoule Erhöhungen: Albaladejo Straftritte: Albaladejo (2) | Murrayfield Stadium, Edinburgh Zuschauer: 60.000 Schiedsrichter: Ray Williams (Irland) |

| 20. Januar 1962 | England | 0 : 0 | Wales | Twickenham Stadium, London Zuschauer: 72.000 Schiedsrichter: Alexander Taylor (Schottland) |
| 20. Januar 1962 | Bericht |       |       | Twickenham Stadium, London Zuschauer: 72.000 Schiedsrichter: Alexander Taylor (Schottland) |

| 3. Februar 1962 | Wales           | 3 : 8         | Schottland                                 | Cardiff Arms Park, Cardiff Schiedsrichter: Norman Parkes (England) |
| 3. Februar 1962 | Dropgoals: Rees | (0:8) Bericht | Versuche: Bos Glasgow Erhöhungen: Scotland | Cardiff Arms Park, Cardiff Schiedsrichter: Norman Parkes (England) |

| 10. Februar 1962 | England                                                               | 16 : 0        | Irland | Twickenham Stadium, London Schiedsrichter: Gwynne Walters (Wales) |
| 10. Februar 1962 | Versuche: Roberts Sharp Wade Erhöhungen: Sharp (2) Straftritte: Sharp | (8:0) Bericht |        | Twickenham Stadium, London Schiedsrichter: Gwynne Walters (Wales) |

| 24. Februar 1962 | Frankreich                                   | 13 : 0        | England | Stade Olympique Yves-du-Manoir, Colombes Zuschauer: 34.392 Schiedsrichter: Gwynne Walters (Wales) |
| 24. Februar 1962 | Versuche: Crauste (3) Erhöhungen: Albaladejo | (5:0) Bericht |         | Stade Olympique Yves-du-Manoir, Colombes Zuschauer: 34.392 Schiedsrichter: Gwynne Walters (Wales) |

| 24. Februar 1962 | Irland                               | 6 : 20        | Schottland                                                                                | Lansdowne Road, Dublin Schiedsrichter: Norman Parkes (England) |
| 24. Februar 1962 | Versuche: Hunter Straftritte: Hunter | (0:9) Bericht | Versuche: Cowan Smith Erhöhungen: Scotland Straftritte: Scotland (2) Dropgoals: Coughtrie | Lansdowne Road, Dublin Schiedsrichter: Norman Parkes (England) |

| 17. März 1962 | Schottland            | 3 : 3         | England              | Murrayfield Stadium, Edinburgh Zuschauer: 82.500 Schiedsrichter: Kevin Kelleher (Irland) |
| 17. März 1962 | Straftritte: Scotland | (3:3) Bericht | Straftritte: Willcox | Murrayfield Stadium, Edinburgh Zuschauer: 82.500 Schiedsrichter: Kevin Kelleher (Irland) |

| 24. März 1962 | Wales                | 3 : 0         | Frankreich | Cardiff Arms Park, Cardiff Zuschauer: 50.000 Schiedsrichter: Kevin Kelleher (Irland) |
| 24. März 1962 | Straftritte: Coslett | (3:0) Bericht |            | Cardiff Arms Park, Cardiff Zuschauer: 50.000 Schiedsrichter: Kevin Kelleher (Irland) |

| 14. April 1962 | Frankreich                                               | 11 : 0        | Irland | Stade Olympique Yves-du-Manoir, Colombes Zuschauer: 28.318 Schiedsrichter: Alexander Taylor (Schottland) |
| 14. April 1962 | Versuche: Crauste Lacaze Mommejat Erhöhungen: Albaladejo | (5:0) Bericht |        | Stade Olympique Yves-du-Manoir, Colombes Zuschauer: 28.318 Schiedsrichter: Alexander Taylor (Schottland) |

| 17. November 1962 | Irland             | 3 : 3         | Wales                | Lansdowne Road, Dublin Schiedsrichter: Alexander Taylor (Schottland) |
| 17. November 1962 | Dropgoals: English | (3:0) Bericht | Straftritte: Hodgson | Lansdowne Road, Dublin Schiedsrichter: Alexander Taylor (Schottland) |